# Dad Loves His Work
Dad Loves His Work è l'undicesimo album in studio di James Taylor, pubblicato nel marzo del 1981.

## Tracce
Brani composti da James Taylor, eccetto dove indicato
Lato A
1. Hard Times – 3:10
2. Her Town Too – 4:35 (James Taylor, John David Souther, Waddy Wachtel)
3. Hour That the Morning Comes – 2:57
4. I Will Follow – 4:16
5. Believe It or Not – 3:50

Durata totale: 18:48
Lato B
1. Stand and Fight – 3:04 (James Taylor, Jacob Brackman)
2. Only for Me – 4:53
3. Summer's Here – 2:42
4. Sugar Trade – 2:46 (James Taylor, Jimmy Buffett, Timothy Mayer)
5. London Town – 3:53
6. That Lonesome Road – 2:18 (James Taylor, Don Grolnick)

Durata totale: 19:36

## Musicisti
Hard Times
- James Taylor - voce
- Dan Dugmore - chitarra elettrica
- Waddy Wachtel - chitarra elettrica, chitarra elettrica solista
- Don Grolnick - pianoforte, organo
- Bill Cuomo - sintetizzatori
- Leland Sklar - basso
- Rick Marotta - batteria, congas
- David Lasley - accompagnamento vocale
- Arnold Mc Culler - accompagnamento vocale

Her Town Too
- James Taylor - voce
- John David Souther - voce
- Dan Dugmore - chitarre elettriche
- Waddy Wachtel - chitarra acustica
- Don Grolnick - pianoforte fender rhodes, organo
- Leland Sklar - basso
- Rick Marotta - batteria
- Gene Page - arrangiamenti strumenti a corda, conduttore musicale

Hour That the Morning Comes
- James Taylor - chitarra acustica, voce
- Dan Dugmore - chitarra elettrica
- Waddy Wachtel - chitarra slide
- Don Grolnick - pianoforte, organo
- Leland Sklar - basso
- Rick Marotta - batteria

I Will Follow
- James Taylor - voce
- Waddy Wachtel - chitarra elettrica
- Dan Dugmore - chitarra pedal steel
- Don Grolnick - tastiere
- Bill Cuomo - sintetizzatori
- Leland Sklar - basso
- Rick Marotta - batteria
- David Lasley - accompagnamento vocale
- Arnold Mc Culler - accompagnamento vocale

Believe It or Not
- James Taylor - chitarra acustica, voce
- Waddy Wachtel - chitarra elettrica
- Dan Dugmore - chitarra pedal steel
- Don Grolnick - pianoforte fender rhodes
- Leland Sklar - basso
- Rick Marotta - batteria, percussioni

Stand and Flight
- James Taylor - chitarra acustica, voce
- Dan Dugmore - chitarra elettrica
- Waddy Wachtel - chitarra elettrica
- Fingers Taylor - armonica
- Leland Sklar - basso
- Rick Marotta - batteria, percussioni
- Peter Asher - percussioni
- David Lasley - accompagnamento vocale
- Arnold Mc Culler - accompagnamento vocale

Only for Me
- James Taylor - chitarra acustica, voce
- Dan Dugmore - chitarra elettrica
- Waddy Wachtel - chitarra elettrica
- Don Grolnick - pianoforte, organo
- Leland Sklar - basso
- Rick Marotta - batteria
- Peter Asher - percussioni
- David Lasley - accompagnamento vocale
- Arnold Mc Culler - accompagnamento vocale

Summer's Here
- James Taylor - chitarra acustica, voce
- Dan Dugmore - chitarra elettrica
- Waddy Wachtel - chitarra elettrica
- Don Grolnick - pianoforte fender rhodes, organo solo
- Fingers Taylor - armonica
- Leland Sklar - basso
- Rick Marotta - batteria, timbales
- Peter Asher - shaker

Sugar Trade
- James Taylor - chitarra acustica, armonica basso
- Don Grolnick - organo
- Leland Sklar - basso

London Town
- James Taylor - chitarra acustica, voce
- Dan Dugmore - chitarra elettrica
- Waddy Wachtel - chitarra elettrica
- Don Grolnick - pianoforte, pianoforte fender rhodes
- Fingers Taylor - armonica
- Leland Sklar - basso
- Rick Marotta - batteria
- David Lasley - accompagnamento vocale
- Arnold Mc Culler - accompagnamento vocale

That Lonesome Road
- James Taylor - voce, coro
- Don Grolnick - pianoforte
- Peter Asher - coro
- Jim Gilstrap - coro
- Bernard Ighner - coro
- David Lasley - coro
- Arnold Mc Culler - coro
- Jennifer Warnes - coro[1]